# Hepu (Königssohn)
Der Königssohn Hepu lebte in der altägyptischen 13. Dynastie und ist von zwei Stelen bekannt, die sich in el-Lischt (Schacht 412) fanden. Die eine Stele befindet sich heute im Großen Ägyptischen Museum in Kairo. Sie nennt nur Hepu.
Die andere Stele befindet sich heute im Lowe Art Museum, University of Miami (Inventar-Nr. 877509). Auf der letzteren Stele wird auch seine Mutter genannt. Hepu war der Sohn der Königin Abetni, deren königlicher Gemahl unbekannt ist. Auf dieser Stele trägt Hepu auch noch den Titel Schreiber des Dokuments der Versammlung. Er hatte also ein Verwaltungsamt inne, das sonst bei Königssöhnen selten bezeugt ist.